# Кутарма (Мархаматский район)
Кутарма (узб. Koʻtarma / Кўтарма) — посёлок городского типа, расположенный на территории Мархаматского района Андижанской области Республики Узбекистан.

Статус посёлка городского типа с 2009 года.